# Гуллет, Гектор Иванович
Гектор Иванович Гуллет (1800—1866) — инженер, заводчик, основатель первой в Сибири судостроительной пароходной компании. Британский подданный.

## Биография
Гектор Гуллет переехал в Россию в середине 1840-х годов (по другой версии, в 1830-х), отчаявшись открыть бизнес на родине. Сначала он работал по найму в фирме «Гакс и Тет». В 1853—1858 Гуллет стал совладельцем заводов П. В. Гакса в Екатеринбурге и Кунгуре. Затем он основал свой судостроительный завод в Перми, а после — машино-судостроительный и литейный завод в Тюмени.
Компаньоны Гуллета не пожелали вкладывать деньги в обновление Мельковской механической фабрики в Екатеринбурге, постройки которой к тому времени обветшали. В результате 21 июня 1861 года она была остановлена. Позже П. Э. Тет наладил на этой фабрике производство пива.
Гакс и Гуллет вложили много сил и средств в завод в Кунгуре, обновив оборудование и закупив современный по тем временам инструмент. В 1859 году при нём было 3 мастера и 150—200 человек рабочих. В газетах Сибири стали публиковаться рекламные объявления о возможности заказать у двух британских подданных пароходы и паровые машины, которые будут построены на их екатеринбургском и кунгурском предприятиях. Бизнес оказался прибыльным.
В 1860—1863 Гуллет перенёс свою активность и свой завод в Тюмень. В 7 км от города на берегу реки Туры, около деревни Мыс, точно напротив городской пристани, он вместе с соотечественником М. А. Пирсоном основал слесарную мастерскую и кузницу для сборки получаемых из Екатеринбурга корпусов пароходов, а также производства машинных частей. К промышленно-поточному производству судов от кустарного Гуллет перешёл первым в Сибири. Он выдал свою дочь замуж за тюменского предпринимателя Константина П. Лонгинова. Сам же Гуллет вскоре уехал из Тюмени на Николаевский завод около Иркутска, руководство которым было ему поручено купцом Трапезниковым, в свою очередь, получившим производство от государства. Управлять тюменским предприятием остался его зять. Г. И. Гуллет успел сделать вверенный ему завод образцовым, но вскоре умер и был похоронен там же.
После смерти Г. И. Гуллета в 1866 году его фирма, управляемая Гаксом и Лонгиновым, процветала до 1874 года, но затем была разорена конкурентами. Ею были выпущены пароходы мощностью 60 и 120 (судно «Заря») л. с., плавучая тюрьма, пароходы, впервые начавшие перевозить пассажиров по сибирским рекам, а также плававшие в Охотском и Карском морях. Один пароход с колёсно-лопастным движителем был назван именем Гуллета. В 1871 в Тюмени на выставке промышленных изделий предприятие Гектора Ивановича Гуллета представило 43 наименования продукции и привлекло всеобщее внимание. После разорения и долгой тяжбы предприятию Гуллета удалось при помощи Сената Российской Империи избежать банкротства, но его вдова и Лонгинов вынуждены были оставить дела в Тюмени и перебраться в Санкт-Петербург, хотя первая, вероятно, периодически навещала детей в Тюмени и, возможно, скончалась во время одной из таких поездок. До этого она успела побывать владелицей Тюменского механического завода, однако, выдала на имя Лонгинова доверенность, дававшую ему полную свободу действий.
Верфи Гуллета на реке Туре сохранились до наших дней.

### Семья
Гектор Гуллет состоял в браке с Елизаветой Эдуардовной Гуллет (12 июля 1828, Ньюкасл — 7 февраля 1885 года, Тюмень; похоронена на Заречном (Парфёновском) кладбище Тюмени), также британской подданной и тоже родом из Ньюкасла. Жена предпринимателя занималась воспитанием детей, домашним хозяйством и благотворительностью — участвовала в работе санитарного комитета города и вносила деньги на содержание лечебницы. Гуллеты всегда подчёркивали своё британское подданство. Пара имела восьмерых детей. Трое сыновей получили высшее техническое образование. Одна из дочерей предпринимателя была замужем за купцом Котовщиковым и жила в Тюмени. Сын инженера Роберт Гекторович некоторое время возглавлял отцовский завод, но уже только на условиях аренды.

## Интересный факт
Именно на заводе Гуллета был построен пароход «Русь», на котором после революции прибыл в Тобольск из Тюмени (куда был доставлен по железной дороге) свергнутый император Николай II.

## Память
В 2010 году на набережной Туры в Тюмени Гуллету, купцу-староверу Игнатову, после смерти компаньона основавшему Жабынский судостроительный завод, и их делу был установлен бронзовый памятник.